# DI Digital
DI Digital er et branchefællesskab i DI - Organisation for erhvervslivet (DI) for virksomheder inden for it, tele, elektronik og kommunikation. Branchefællesskabet repræsenterer ca. 500 virksomheder på området (januar 2020).
Branchefællesskabet blev etableret i 1999 som DI ITEK. I oktober 2015 skiftede branchefællesskabet navn til DI Digital. DI Digitals direktør er Lars-Frelle Petersen, og Formand for DI Digital er adm. direktør André Rogaczewski fra it-virksomheden Netcompany.

## DI Digitals vision og mission
DI Digitals vision er, at Danmark bliver det mest attraktive land at drive teknologivirksomhed i og ud fra – for at gøre Danmark rigere.
DI Digitals mission er at skabe politisk indflydelse og gode rammevilkår for medlemmerne, at synliggøre erhvervet samfundsmæssigt og at hjælpe medlemmerne med at skabe forretningsudvikling og vækst.

## DI Digitals mærkesager
DI Digital har formuleret fem mærkesager:
- Gode vilkår for teknologibranchen: Den samfundsmæssige betydning af teknologibranchen skal synliggøres, og rammevilkårene skal forbedres.

- Digital transformation af hele erhvervslivet: Det danske erhvervsliv skal blive mere effektivt, produktivt og innovativ gennem øget digitalisering og automatisering. DI Digital vil i de næste år understøtte og supplere DI’s digitaliseringsindsats. Hermed fremmes og udvikles anvendelsen af teknologi i erhvervslivet, hvilket styrker den danske konkurrenceevne

- Digital nytænkning af det offentlige: Ambitionsniveauet for digitalisering af den offentlige sektor skal hæves. Øget digitalisering skal øge produktiviteten i den offentlige sektor, der i de kommende år skal yde mere og fylde mindre.

- Informationssikkerhed og tillid: Niveauet for informationssikkerhed og persondatabeskyttelse for virksomheder, myndigheder og borgere skal matche risici og bygge på en høj tillid.

- Digitale kompetencer: Danske virksomheder skal have adgang til de bedste medarbejdere og den bedste teknologiske viden. Det kræver et uddannelsessystem med fokus på teknologivirksomhedernes behov og adgang til kvalificeret arbejdskraft fra udlandet.

## Ekstern henvisning
- DI Digitals hjemmeside